# Herzliya

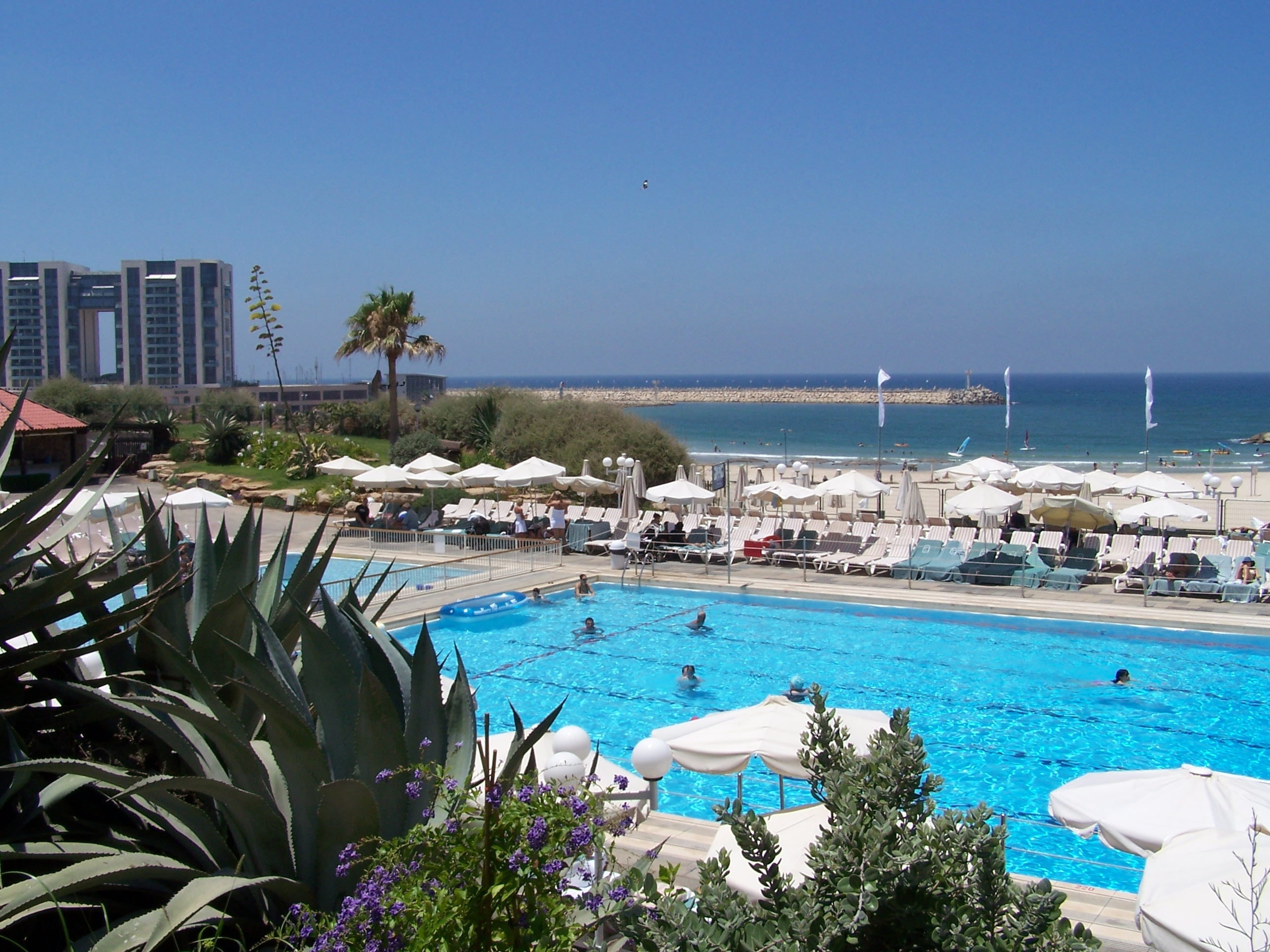
Herzliya är även ett populärt turistresmål.

Herzliya (hebreiska: הֶרְצְלִיָּה, Hertzliya) är en stad med 84 200 invånare belägen i Tel Aviv-distriktet i Israel. Staden är uppkallad efter Theodor Herzl, grundaren av den moderna sionismen. 
Enligt Israels statistiska centralbyrå, HaLishka HaMerkazit LiStatistika (hebr. הלשכה המרכזית לסטטיסטיקה), hör Herzliyas invånare till de mest välbärgade i Israel.
Israels största tv- och filmstudio, Herzliya Studios (Ulpanei Herzliya), är belägen i Herzliya. Staden har en mindre flygplats (HRZ), tre shoppingcenter, biografer, museer, kulturcenter och ett stadion.
Sedan 2000 hålls varje år en konferens i Herzliya, ett årligt toppmöte mellan de mest inflytelserika israeliska och internationella ledarna. Konferensen besöks av ministrar, medlemmar av Knesset, högre tjänstemän i försvaret, ledare inom det israeliska näringslivet, ledande akademiker, medierepresentanter för Israel och andra länder, delegater från världens judiska organisationer, utländska dignitärer och israeliska diplomater.
Fotbollsklubbarna Maccabi Herzliya och Hapoel Herzliya kommer från staden.